# Bogdan Kamieński
Bogdan Edward Stanisław Kamieński (ur. 14 marca 1897 w Oświęcimiu, zm. 9 sierpnia 1973 w Krakowie) – polski fizykochemik, przedmiotem jego badań były elektrochemia i fizykochemia zjawisk powierzchniowych.

## Życiorys
Urodził się w rodzinie Władysława, dyrektora urzędu ksiąg gruntowych w Wadowicach, i Jadwigi z domu Kuhn. Jego braćmi byli Alfred Władysław Wincenty (ur. 1887), adwokat, i Erwin, profesor w Instytucie Badań Jądrowych w Warszawie. Naukę w gimnazjum rozpoczął w 1911 w Wadowicach, następnie w latach 1911–1914 kontynuował w Gimnazjum Św. Anny w Krakowie, maturę zdając w gimnazjum w Cieszynie.
W czasie I wojny światowej walczył w latach 1915–1918 jako żołnierz armii austriackiej na froncie włoskim.
Po wojnie podjął studia chemiczne na Uniwersytecie Jagiellońskim studiując w latach 1918–1923, między innymi pod opieką Tadeusza Estreichera. W czasie studiów został asystentem Katedry Chemii Nieorganicznej na UJ gdzie pracował w latach 1920–1924. W 1924 uzyskał doktorat na podstawie rozprawy O istocie procesu absorbcji wodoru przez metaliczny sód i wapń. Przez dwa kolejne lata pracował w przemyśle (w cukrowni w Ostrowach k. Kutna, a następnie w fabryce kwasu siarkowego w Szopienicach). W 1926 został starszym asystentem Katedry Chemii Nieorganicznej, a po habilitacji w 1929 przeniósł się na Politechnikę Lwowską, gdzie został mianowany profesorem. W 1932 powrócił do pracy w Krakowie i został profesorem i kierownikiem Katedry Chemii Fizycznej i Elektrochemii Wydziału Filozoficznego UJ.
6 listopada 1939 został aresztowany wraz z innymi profesorami w ramach Sonderaktion Krakau. Po trzech tygodniach pobytu w więzieniach w Krakowie i Wrocławiu 27 listopada został wywieziony do obozu koncentracyjnego Sachsenhausen skąd zwolniono go 8 lutego 1940. W czasie okupacji od 1942 pracował w fabryce kosmetyków Miraculum, od 1944 również w wytwórni szczepionek prof. Odo Bujwida. Był zaangażowany w pracę tajnego uniwersytetu oraz prowadził pracę naukową przygotowując materiały do książki Elementy chemii fizycznej wydanej w 1947.
Po wojnie został mianowany profesorem zwyczajnym UJ. W latach 1947–1952 sprawował funkcję dziekana Wydziału Matematyczno-Fizycznego UJ, był także kierownikiem budowy gmachu Instytutu Chemicznego UJ. Ponadto od 1945 był członkiem korespondentem, a od  Polskiej Akademii Umiejętności, a od 1947 członkiem czynnym. Z kolei od 1952 był członkiem korespondentem, a od 1961 członkiem rzeczywistym Polskiej Akademii Nauk. Ponadto w okresie 1966–1968 był wiceprezesem PAN. Był też (1964–1969) przewodniczącym Komitetu Polskiego IUPAC. W latach 1955–1967 kierował Zakładem Fizykochemii Zjawisk Powierzchniowych Instytutu Chemii Fizycznej PAN. W 1967 przeszedł na emeryturę. 
Od 26 sierpnia 1924 był mężem Julii z domu Natanson (1902–1989), córki profesora Władysława Natansona. Mieli córki Elżbietę (1925–1988) i Marię (1931–2022), po mężu Żyła.
Zmarł w Krakowie, pochowany na cmentarzu Rakowickim (kwatera Pas 26-płn-za grobem Brodeckich).

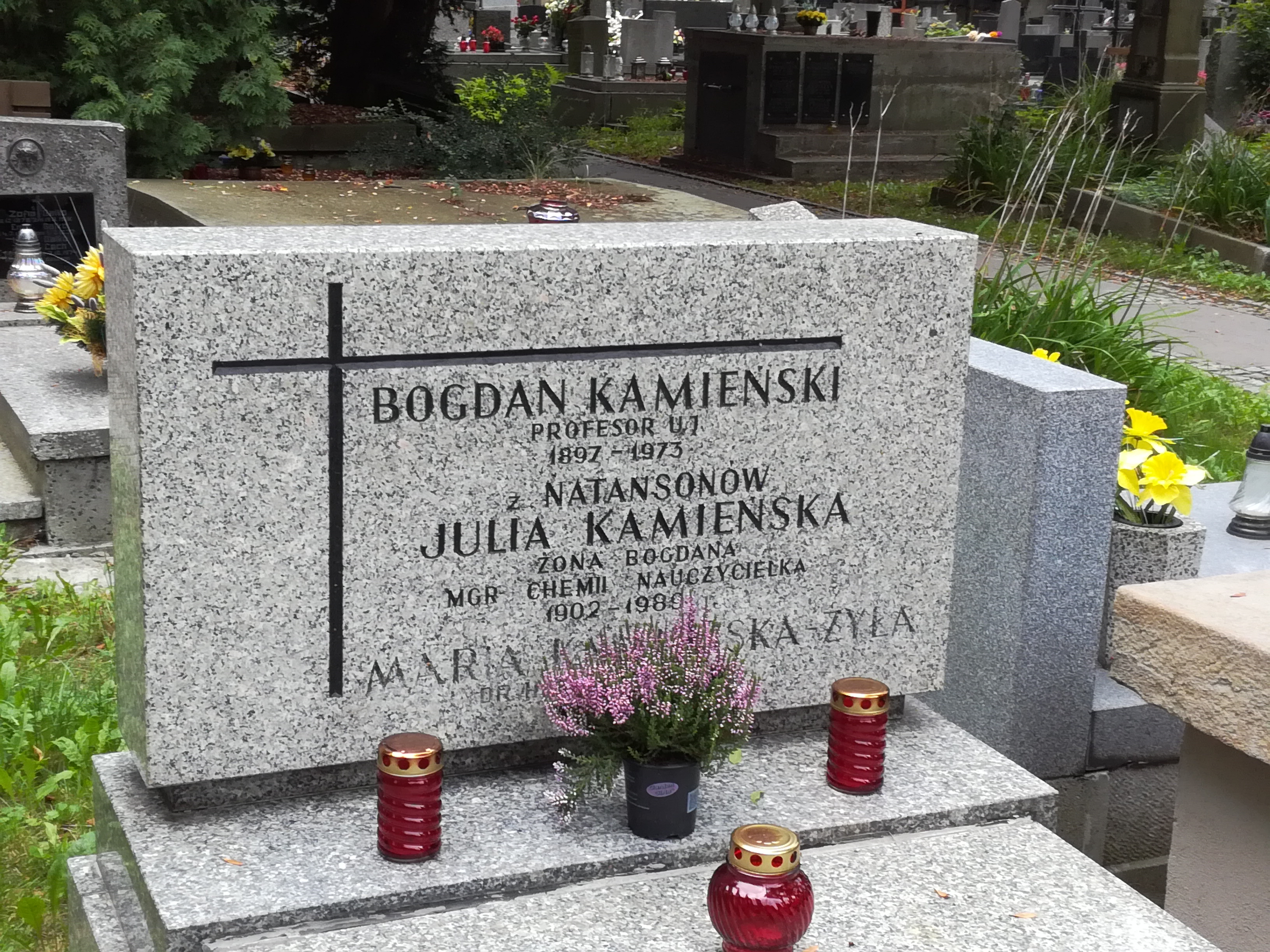
Grób prof. Bogdana Kamieńskiego na cmentarzu Rakowickim w Krakowie

## Wybrane prace
- Elementy chemii fizycznej, Warszawa, 1947.
- Chemia fizyczna, praca zbiorowa, komitet red. Adam Bielański, Kazimierz Gumiński, Bogdan Kamieński, Krzysztof Pigoń, Lucjan Sobczyk, PWN, wyd. 4, 1980.

## Ordery i odznaczenia
- Krzyż Komandorski Orderu Odrodzenia Polski (28 września 1954)[9]
- Krzyż Oficerski Orderu Odrodzenia Polski (30 września 1952)[10]
- Krzyż Kawalerski Orderu Odrodzenia Polski
- Medal 10-lecia Polski Ludowej (14 stycznia 1955)[11]
- Medal Jędrzeja Śniadeckiego (1969)
- Złota Odznaka „Za Pracę Społeczną dla miasta Krakowa” (27 października 1969)[12]

## Nagrody
- Nagroda Państwowa II stopnia za osiągnięcia w dziedzinie zastosowania metody elektrometrycznej w analizie adsorpcyjnej (1952)[13]
- nominacja do nagrody Nobla w dziedzinie chemii (1958)[14]